# Cardeñosa (kommun)
Cardeñosa är en kommun i Spanien.   Den ligger i provinsen Provincia de Ávila och regionen Kastilien och Leon, i den centrala delen av landet, 90 km väster om huvudstaden Madrid. Antalet invånare är 492.